# بان‌سولاب شیرمحمد
 بان‌سولاب شیرمحمد ، روستایی است از توابع بخش گهواره و در شهرستان دالاهو استان کرمانشاه ایران.

## جمعیت
بر اساس سرشماری سال ۱۳۸۸ جمعیت آن (۱۲ خانوار) ۵۲ نفر بوده‌است.
زبان مردم این روستا کردی گورانی و شغل اکثر آن‌ها کشاورزی و دامداری می‌باشد .
با کامل شدن سد آزادی که در این روستا در دست ساخت می‌باشد بیشتر زمین‌های کشاورزی و همچنین ساختمان‌های مسکونی برای همیشه زیر آب رفته و باعث کوچ عده زیادی از اهالی مردم روستا می‌شود.